# فرط التركيز

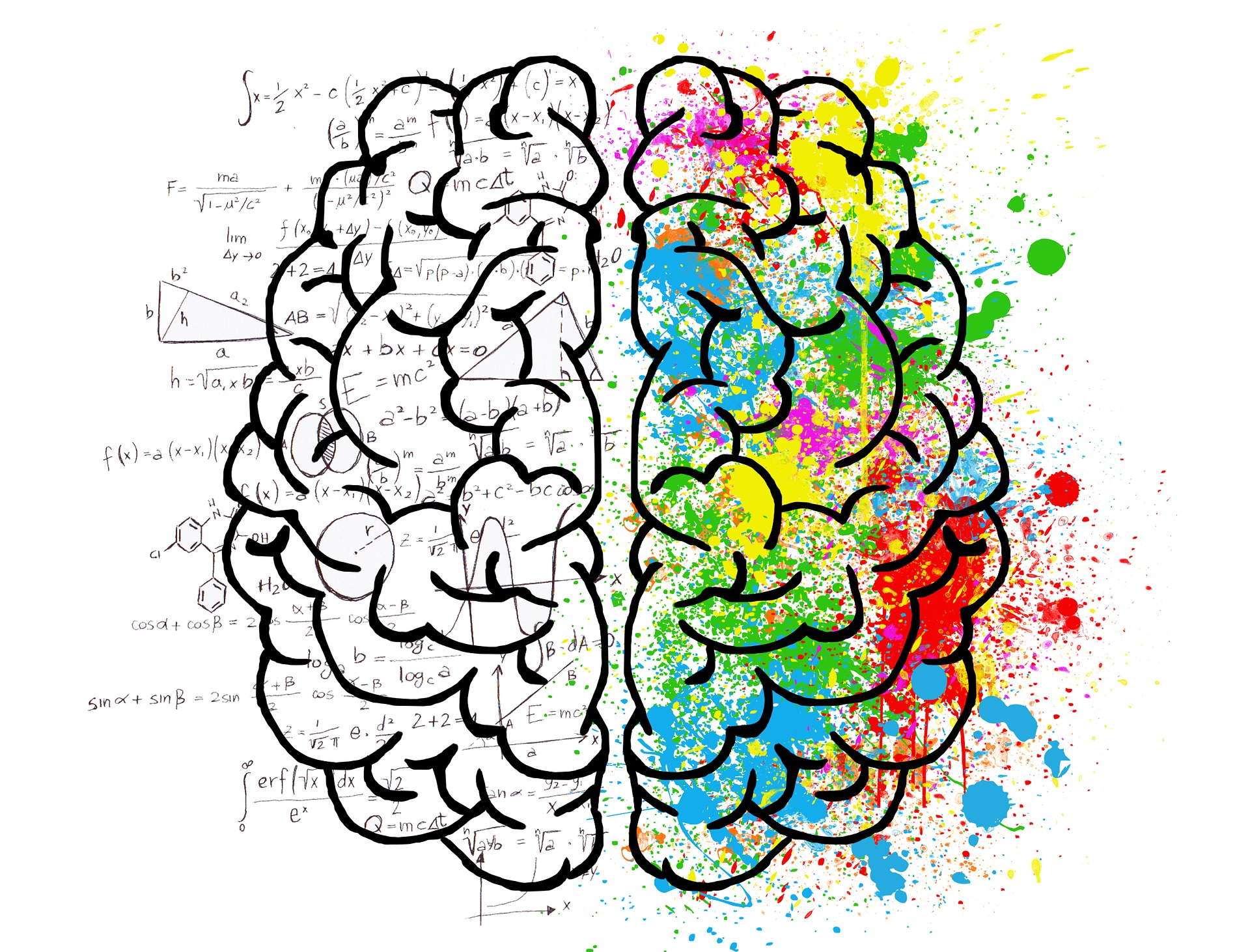

فرط التركيز هو شكل من الانتباه الذهني المُكثف أو التصور الذي يُركز الوعي فيه على موضوع أو مهمة معينة. في بعض الأفراد قد يشمل موضوع أو موضوعات مختلفة مثل أحلام اليقظة والمفاهيم والخيال والمخيلة وجوانب أخرى تخص العقل. يمكن أن يؤدي التركيز البسيط على موضوع معين إلى جعل بعض المهام جانبية والتركيز على مهام محددة أو مهمة.
قد يَحمل فرط التركيز عَلاقة بِمفهوم التَدفق. في بعض الظروف، يمكن أن يكون كل من التدفق والتركيز الفائق عنصرًا مساعدًا للإنجاز، ولكن في ظل ظروف أو مواقف أخرى، حيث يمكن أن يكون نفس التركيز والسلوك مسؤولية، مما يصرف الانتباه عن المهمة المطروحة. ومع ذلك، التركيز المفرط، غالباً ما يوصف «بالتدفق» بمصطلحات أخرى، مما يوحي بأنهما ليسا وجهان لنفس الشرط في ظل ظروف متناقضة أو فكرية.

## الارتباك مع المداومة، كأعراض سريرية
قد يكون فرط التركيز في بعض الحالات عرضًا لحالة نفسية أيضاً. في هذه الحالات، يشار إليها بشكل أكثر دقةعلى أنها مثابرة أو استمرارية-عجز أو ضعف في تبديل المهام أو الأنشطة ("Task switching ")،أو القصور في تكرار الاستجابة العقلية أو الجسدية (الإيماءات، الكلمات، الأفكار) على الرُّغم من غياب أو وقف التحفيز، وهي ليست مفرطة من حيث الكمية ولكنها لا تعمل ولا تنطوي على ضيق في السلوكيات، ولا يوصف بشكل أفضل «النمطية» (تحساس ذاتي متكررة للغاية).
تشمل الشروط المرتبطة بالاضطهاد: الاضطرابات العصبية النمائية، لا سيما تلك التي تعتبر من طيف التوحد (وخاصة متلازمة أسبرجر)، واضطراب نقص الانتباه مع فرط النشاط واختصاره (ADHD)، الذي يُعرف بشكل غير رسمي وخاطئ "hyperfocus" وقد يكون آلية لمواجهة أو أحد أعراض ضعف التنظيم الذاتي، فالأشخاص الموهوبين فكريًا والذين يعانون من إعاقة في التعلم قد يكون سببه التركيز المفرط أوالسلوكيات المداومة أو كلاهما.الحالات الأخرى التي تنطوي على خلل أو اضطراب داخل الفص الجبهي يمكن أن يكون لهاآثار مماثلة نظرياً أيضاً.
بالنسبة للأفراد الذين يُعانون من اضطراب نقص الانتباه مع فرط النشاط:
1. لا يمكنهم التركيز على الأشياء المملّة
2. يمكنهم التركيز فقط على تحفيز الأشياء،[7]وهذا التركيز غالباً ما يكون شديدًا.

بالتالي، فإن كلاً من عجز التركيز والتركيز المفرط، أو بشكل عام "hyperfocus". بعض أنواع اضطراب نقص الانتباه مع فرط النشاط يكون في صعوبة توجيه انتباه الشخص (وظيفة تنفيذية للفص الجبهي)، وليس نقص الانتباه. وجد في (Glickman & Dodd 1998) أن البالغين الذين يعانون من اضطراب نقص الانتباه مع فرط النشاط الذاتي لهم قدرة على الإبلاغ الذاتي عن التركيز المفرط فيما يخص «المهام العاجلة» بشكل أعلى من الكبار العاديين، مثل بعض مشروعات اللحظة الأخيرة أو بعض الاستعدادات المهمة. كان البالغون في مجموعة (ADHD) قادرين بشكل فريد على تأجيل تناول الطعام والنوم والاحتياجات الشخصية الأخرى والاستمرار في استيعابهم في «المهمة العاجلة» لفترة طويلة.
غالباً ما تتضمن الحالات السريرية التي لا يمكن الخلط بينها وبين التركيز المفرط: اضطراب الوسواس القهري (OCD)، واضطراب الكرب التالي للصدمة النفسية،وبعض حالات الإصابة الدماغية الرضية.

## مقالات ذات صلة
- تشتت ذهني